# Bulgaria en los Juegos Olímpicos de Melbourne 1956
Bulgaria estuvo representada en los Juegos Olímpicos de Melbourne 1956 por un total de 47 deportistas que compitieron en 7 deportes.  
El portador de la bandera en la ceremonia de apertura fue el jugador de baloncesto Gueorgui Panov.

## Medallistas
El equipo olímpico búlgaro obtuvo las siguientes medallas:
| Nombre          | Deporte            | Competición |
| --------------- | ------------------ | ----------- |
| Oro             |                    |             |
| Nikola Stanchev | Lucha libre        | 79 kg M     |
| Plata           |                    |             |
| Dimitar Dobrev  | Lucha grecorromana | 79 kg M     |
| Petko Sirakov   | Lucha grecorromana | 87 kg M     |
| Yusein Mejmedov | Lucha libre        | +87 kg M    |
| Bronce          |                    |             |
| Equipo          | Fútbol             | Torneo M    |